# Hygrophoraceae
Hygrophoraceae är en familj av svampar i ordningen agaricales. Ursprungligen utgjordes den av skivlingar med vita sporer och tjocka skivor, inklusive släktena hygrophorus och hygrocybe (även kända som vaxskivlingar). DNA-analyser har dock lett till att vissa lavar och skinnsvampar numera också räknas in i familjen. Totalt innehåller familjen idag 34 släkten och över 1000 arter. Ingen art anses ha någon större ekonomisk betydelse, även om vissa svampar i släktena hygrocybe och hygrophorus anses vara ätliga och kan hittas till försäljning på lokala marknader.

## Taxonomi

### Historia
Hygrophoraceae föreslogs först som en familj av den holländska botanikern Johannes Paulus Lotsy (1907) för att inrymma skivlingar med tjocka, vaxartade lameller (skivor) och vita sporer. Till familjen räknade Lotsy förutom släktena hygrophorus och hygrocybe (inkl. camarophyllus och godfrinia), även gomphidius (trots sina svartaktiga sporer) och nyctalis (asterophora). Efterföljande författare accepterade inte alltid hygrophoraceae som egen familj; exempelvis fortsatte Carleton Rea (1922) att placera dessa släkten inom agaricaceae.
I en omfattande och inflytelserik revidering av agaricales accepterade dock Rolf Singer (1951) hygrophoraceae som egen familj. Han utelämnade då gomphidius och nyctalis, men inkluderade neohygrophorus. Singers omskrivning, med några senare tillägg, följdes av de flesta författare fram till 1990-talet. Sålunda listade 1995 års upplaga av Dictionary of the Fungi arterna ausstroomphaliaster, bertrandia (hygrocybe), camarophyllopsis, cuphophyllus, humidicutis, hygroaster, hygrocybe, hygrophorus, hygrotrama (camarophyllopsis) neohygrophorus (pseudoomphalina), och pseudohygrocybe (hygrocybe) som släkten av hygrophoraceae.
Cornelis Bas (1990) ansåg dock inte att gruppen var distinkt, och placerade hygrophoroida släktena inom tricholomataceae, vilket speglades i den följande upplagan av Dictionary of the Fungi (2001). Marcel Bon(1990) ansåg istället att hygrophoraceae var så distinkt att han placerade familjen i en egen, separat ordning: hygrophorales.

### Nuvarande status
Ny forskning, baserad på kladistisk analys av DNA-sekvenser, tyder på att hygrophoraceae skiljer sig från tricholomataceae. Arter som idag klassas till hygrophoraceae har visat sig vara monofyletiska, dvs. de delar genetiskt ursprung, och är därmed är en naturlig gruppering. Hygrophoraceae har idag inga kända morfologiska egenskaper gemensamt som definierar dem.
Idag räknas 34 släkten till hygrophoraceae. Bland skivlingar ingår ampulloclitocybe, cantharellula och lichenomphalia. Andra svampar som ingår är eonema (tidigare placerad i athelia) och cyphellostereum, såväl som lavarna acantholichen, cora, corella och dictyonema.

## Ekologi och utbredning
Majoriteten av arterna i hygrophoraceae är marklevande, även om ett fåtal förekommer på trä (arter inom chrysomphalina), på mossor (arrhenia), eller örtstjälkar (eonema pyriforme). De flesta växer i skog, men arter inom hygrocybe (hagvaxskivlingar) hittas främst på hag- och ängsmark (åtminstone i Europa).
Bland svamparna finns flertalet symbionter, vilka exempelvis bildar mykorrhiza med träd (hygrophorus) eller på något vis tros samarbeta med mossor (hygrocybe, arrhenia och cantharellula). Några få släkten, såsom ampulloclitocybe och eonema, kan vara saprotrofa. 
Arter inom hygrophoraceae går att finna över i stort sett hela världen. 

## Användning
Vissa arter av hygrophorus och hygrocybe är ätbara och plockas i stor omfattning. Ibland finns de till försäljning på lokala marknader. Exempel på svampar som plockas och säljs inkluderar kremlevaxskivling, slöjvaxskivling, gulprickig vaxskivling och frostvaxskivling i Mexiko och elfenbensvaxskivling och tallvaxskivling i de spanska Pyrenéerna. Hygrophorus gliocyclus åts av St'at'imc- och Nlaka'pamux-folken i Kanada. Inga arter odlas kommersiellt.

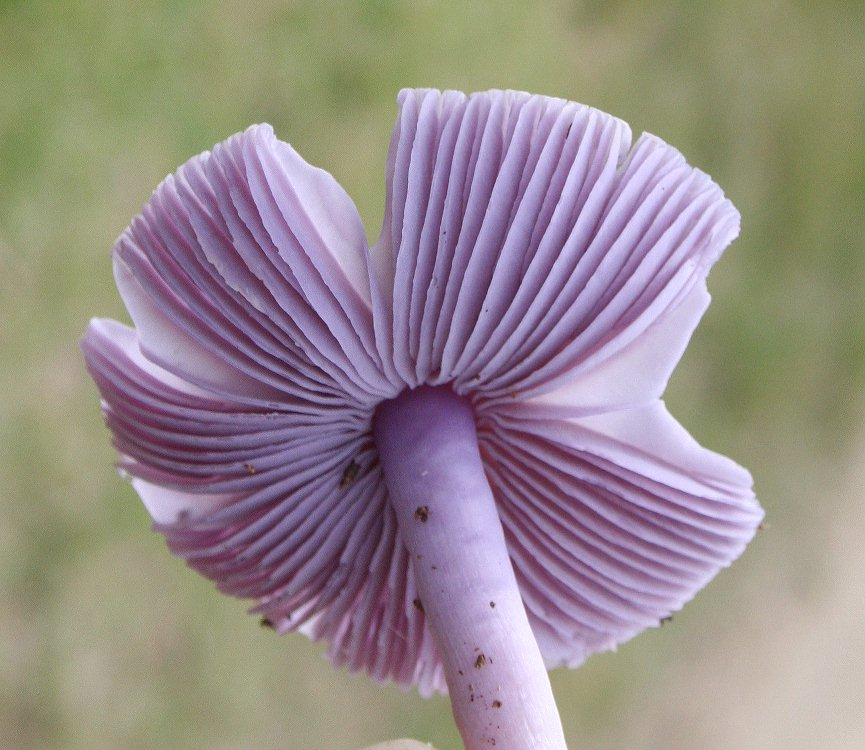
Bildtext saknas.
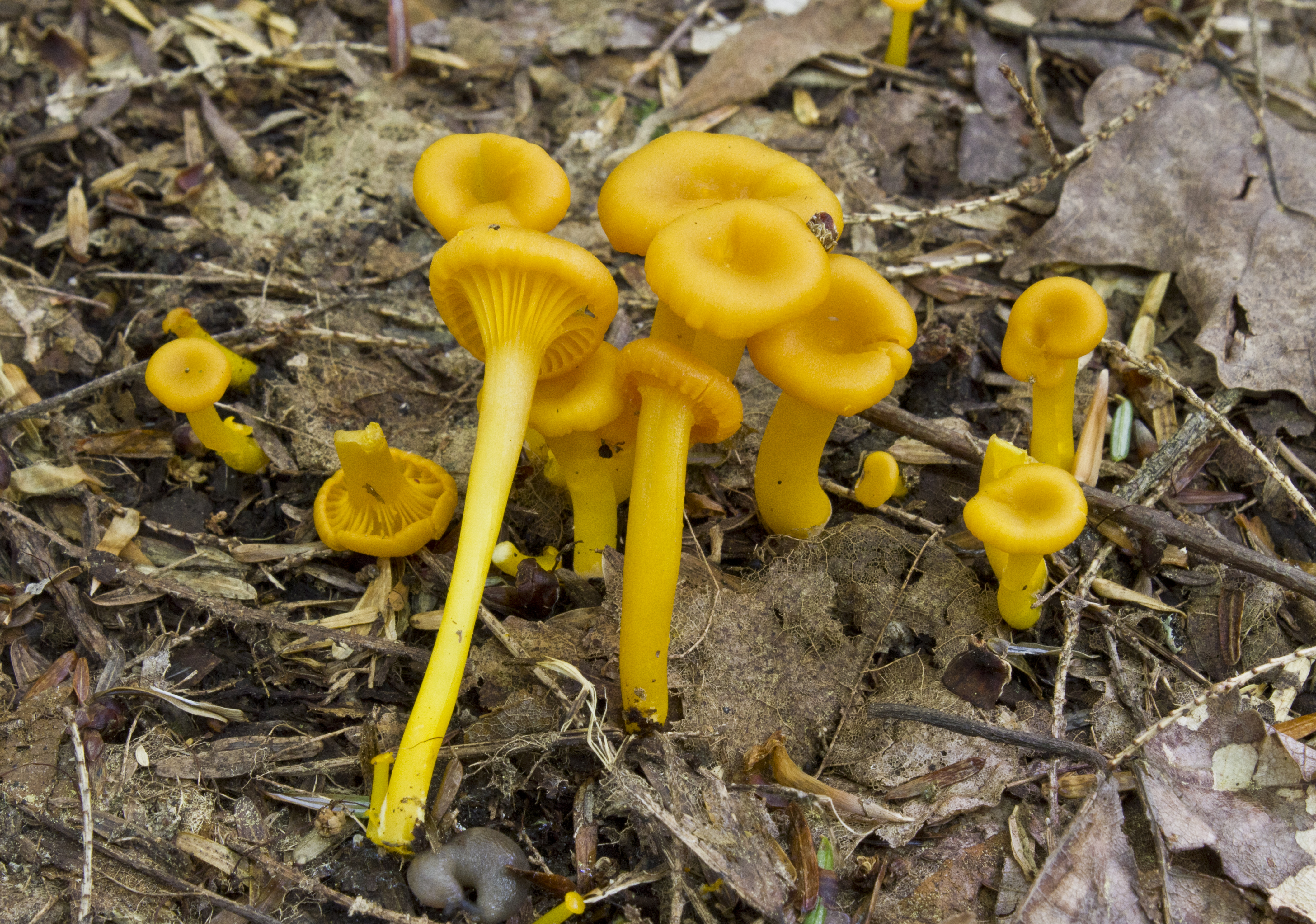
Bildtext saknas.
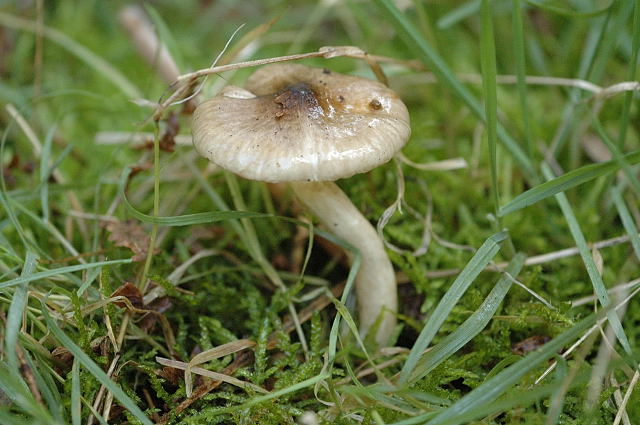
Bildtext saknas.
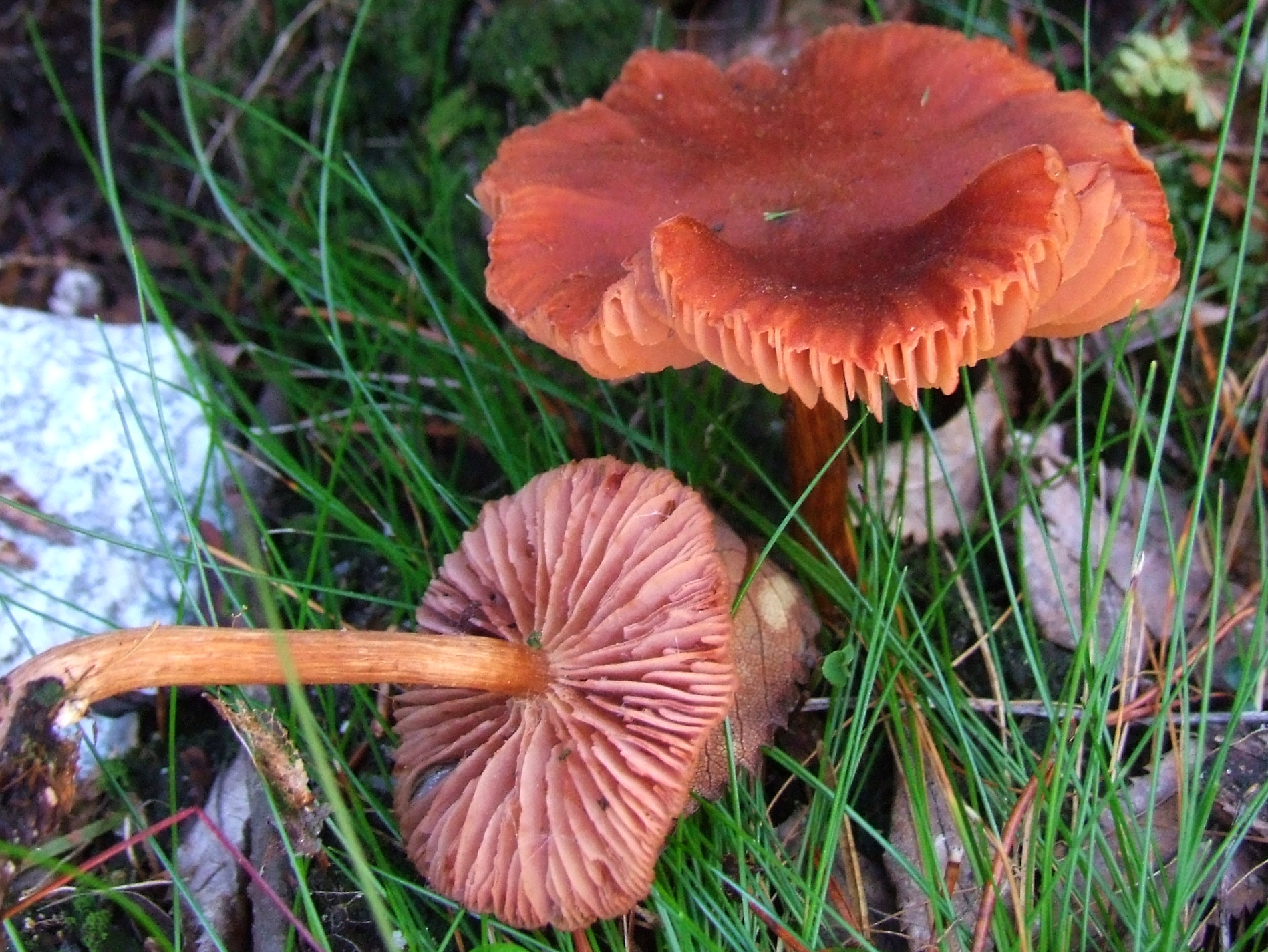
Bildtext saknas.
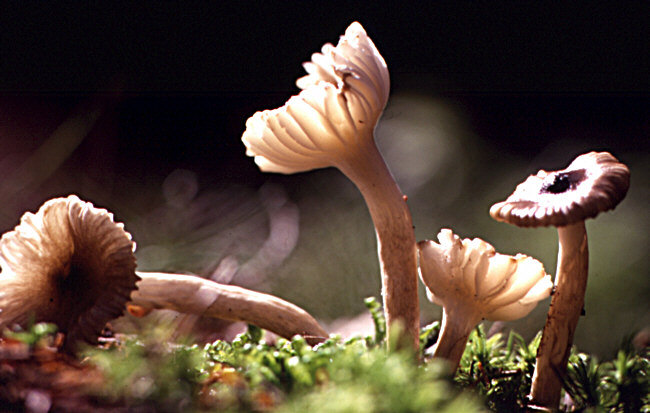
Bildtext saknas.